# 129053 Derekshannon
129053 Derekshannon è un asteroide della fascia principale. Scoperto nel 2004, presenta un'orbita caratterizzata da un semiasse maggiore pari a 3,1270924 UA e da un'eccentricità di 0,1045459, inclinata di 11,93398° rispetto all'eclittica.